# 神泉駅
神泉駅（しんせんえき）は、東京都渋谷区神泉町にある、京王電鉄井の頭線の駅である。井の頭南管区所属。駅番号はIN02。

## 歴史
- 1933年（昭和8年）8月1日：帝都電鉄の駅として開設。
- 1940年（昭和15年）5月1日：小田原急行鉄道と合併、同社帝都線の駅となる。
- 1942年（昭和17年）5月1日：小田急電鉄が東京急行電鉄（大東急）に併合。
- 1948年（昭和23年）6月1日：東急から京王帝都電鉄が分離、同社井の頭線の駅となる。
- 1995年（平成7年）9月28日：ホーム延長、2車両ドア締切解消[2]。
- 1996年（平成8年）12月2日：旧駅舎解体後、駅構造を大幅に改良して現在の駅ビルがオープン。
- 2000年（平成12年）6月：第4回「関東の駅百選」に選定[3]。選定理由は「渋谷の繁華街の隣とは思えない静かでトンネルの合間の小駅」[3]。
- 2024年（令和6年）2月18日：ホームドアの使用を開始[4]。

## 駅構造
相対式ホーム2面2線を有する地上駅。橋上駅舎を備える。駅本体の殆どが神泉トンネル内にあるため、地下駅の趣がある。渋谷駅からの直線距離は500メートル程度であるが、渋谷駅との間の道玄坂一帯が起伏に富んだ地形となっていることと、他の鉄道路線の駅がこの一帯にないため一定の利用需要がある。
かつてはホーム有効長が18メートル車3両分しかなく、一部列車通過措置を取っていた時期があった後、吉祥寺寄り2両についてドアカットが行われていた。ドアカットが行われていた時代には、トンネル内のドア前に当たる箇所に「ここではドアがあきません」の文字があった。当時は駅舎自体も渋谷側の踏切方面地上部に非常に簡易な改札があるだけで、売店も松濤側への出入口も設置されていなかったが、保安度向上のため両側に出口が整備され、構内踏切が廃止された。
その後、20m車である1000系電車営業運転開始に当たり、神泉トンネル延伸工事によるホーム延伸を行い、1995年（平成7年）9月28日に、全車のドアが開くようになった。
1995年（平成7年）の神泉トンネル工事と併せて、駅構造自体の大々的な改良工事が行われ、1996年（平成8年）12月2日に現駅舎がオープンした。上下線ホームと改札口間にはエレベーターが設置されている。
トイレは2階改札口内にある。ユニバーサルデザインの一環として「だれでもトイレ」も設置されている。

### のりば
| 番線 | 路線     | 方向 | 行先                                       |
| ---- | -------- | ---- | ------------------------------------------ |
| 1    | 井の頭線 | 下り | 下北沢・明大前・永福町・久我山・吉祥寺方面 |
| 2    | 井の頭線 | 上り | 渋谷方面                                   |

## 利用状況
2024年度（令和6年度）の1日平均乗降人員は10,963人である。
近年の1日平均乗降・乗車人員の推移は以下の通り。
| 年度               | 1日平均 乗降人員 | 1日平均 乗車人員 | 出典     |
| ------------------ | ---------------- | ---------------- | -------- |
| 1955年（昭和30年） | 3,168            |                  |          |
| 1960年（昭和35年） | 4,867            |                  |          |
| 1965年（昭和40年） | 7,541            |                  |          |
| 1970年（昭和45年） | 9,067            |                  |          |
| 1973年（昭和48年） | 14,515           |                  |          |
| 1975年（昭和50年） | 8,509            |                  |          |
| 1980年（昭和55年） | 7,343            |                  |          |
| 1985年（昭和60年） | 7,356            |                  |          |
| 1990年（平成02年） | 8,436            | 3,967            | [ * 1 ]  |
| 1991年（平成03年） |                  | 3,899            | [ * 2 ]  |
| 1992年（平成04年） |                  | 3,762            | [ * 3 ]  |
| 1993年（平成05年） |                  | 3,693            | [ * 4 ]  |
| 1994年（平成06年） |                  | 3,770            | [ * 5 ]  |
| 1995年（平成07年） | 7,934            | 3,691            | [ * 6 ]  |
| 1996年（平成08年） |                  | 3,984            | [ * 7 ]  |
| 1997年（平成09年） |                  | 4,049            | [ * 8 ]  |
| 1998年（平成10年） |                  | 4,096            | [ * 9 ]  |
| 1999年（平成11年） |                  | 4,216            | [ * 10 ] |
| 2000年（平成12年） | 8,954            | 4,282            | [ * 11 ] |
| 2001年（平成13年） |                  | 4,477            | [ * 12 ] |
| 2002年（平成14年） |                  | 4,564            | [ * 13 ] |
| 2003年（平成15年） | 9,967            | 4,582            | [ * 14 ] |
| 2004年（平成16年） | 9,706            | 4,441            | [ * 15 ] |
| 2005年（平成17年） | 9,582            | 4,342            | [ * 16 ] |
| 2006年（平成18年） | 9,980            | 4,570            | [ * 17 ] |
| 2007年（平成19年） | 9,876            | 4,577            | [ * 18 ] |
| 2008年（平成20年） | 9,758            | 4,512            | [ * 19 ] |
| 2009年（平成21年） | 9,679            | 4,487            | [ * 20 ] |
| 2010年（平成22年） | 10,056           | 4,676            | [ * 21 ] |
| 2011年（平成23年） | 9,871            | 4,608            | [ * 22 ] |
| 2012年（平成24年） | 10,246           | 4,762            | [ * 23 ] |
| 2013年（平成25年） | 10,317           | 4,805            | [ * 24 ] |
| 2014年（平成26年） | 10,761           | 5,008            | [ * 25 ] |
| 2015年（平成27年） | 10,444           | 4,874            | [ * 26 ] |
| 2016年（平成28年） | 10,400           | 4,849            | [ * 27 ] |
| 2017年（平成29年） | 10,702           | 4,989            | [ * 28 ] |
| 2018年（平成30年） | 11,092           | 5,167            | [ * 29 ] |
| 2019年（令和元年） | 11,328           | 5,257            | [ * 30 ] |
| 2020年（令和02年） | 8,058            | 3,767            | [ * 31 ] |
| 2021年（令和03年） | 8,920            |                  |          |
| 2022年（令和04年） | 10,194           |                  |          |
| 2023年（令和05年） | 10,870           |                  |          |
| 2024年（令和06年） | 10,963           |                  |          |

## 駅周辺
駅周辺には坂が多い。道玄坂上交差点と山手通りを結ぶ裏渋谷通り（旧称・「渋谷三業通り」、また「神泉仲通り」とも。甲州街道の滝坂（調布）で合流することに由来し、江戸時代には「滝坂道」と呼ばれた）が駅やや南方を横切り、沿道には小規模飲食店が多い。道玄坂上交差点からは「渋谷マークシティ」WEST（西棟）に入ることが可能。
駅東側地域は円山町であり、北部にはラブホテルや風俗店が多い。他にも昔ながらの旅館や小料理屋が見られる他、2000年代に入ってからは若者向けのクラブやライブハウスが数多く作られている。
南西側や北側には閑静な住宅街が広がる。
東急百貨店本店や道玄坂上方面へは渋谷駅より近いこともあり、朝のラッシュ時は上りの降車客が非常に多いが、夕方のラッシュ時は下り方向の乗客は渋谷駅から乗る場合が多いため、全体で降車客の方が多い。
南平台町にある東急本社、神泉町にある東急電鉄本社（東急本社の所在地より独立）とパルコ本社（登記上の本店は豊島区）の最寄駅。2019年（令和元年）4月に開学したヤマザキ動物看護専門職短期大学および既存のヤマザキ動物専門学校の最寄駅ともなっている。

## 隣の駅
京王電鉄
 井の頭線
■急行
通過
■各駅停車
渋谷駅 (IN01) - 神泉駅 (IN02) - 駒場東大前駅 (IN03)